# Űrrepülőgép

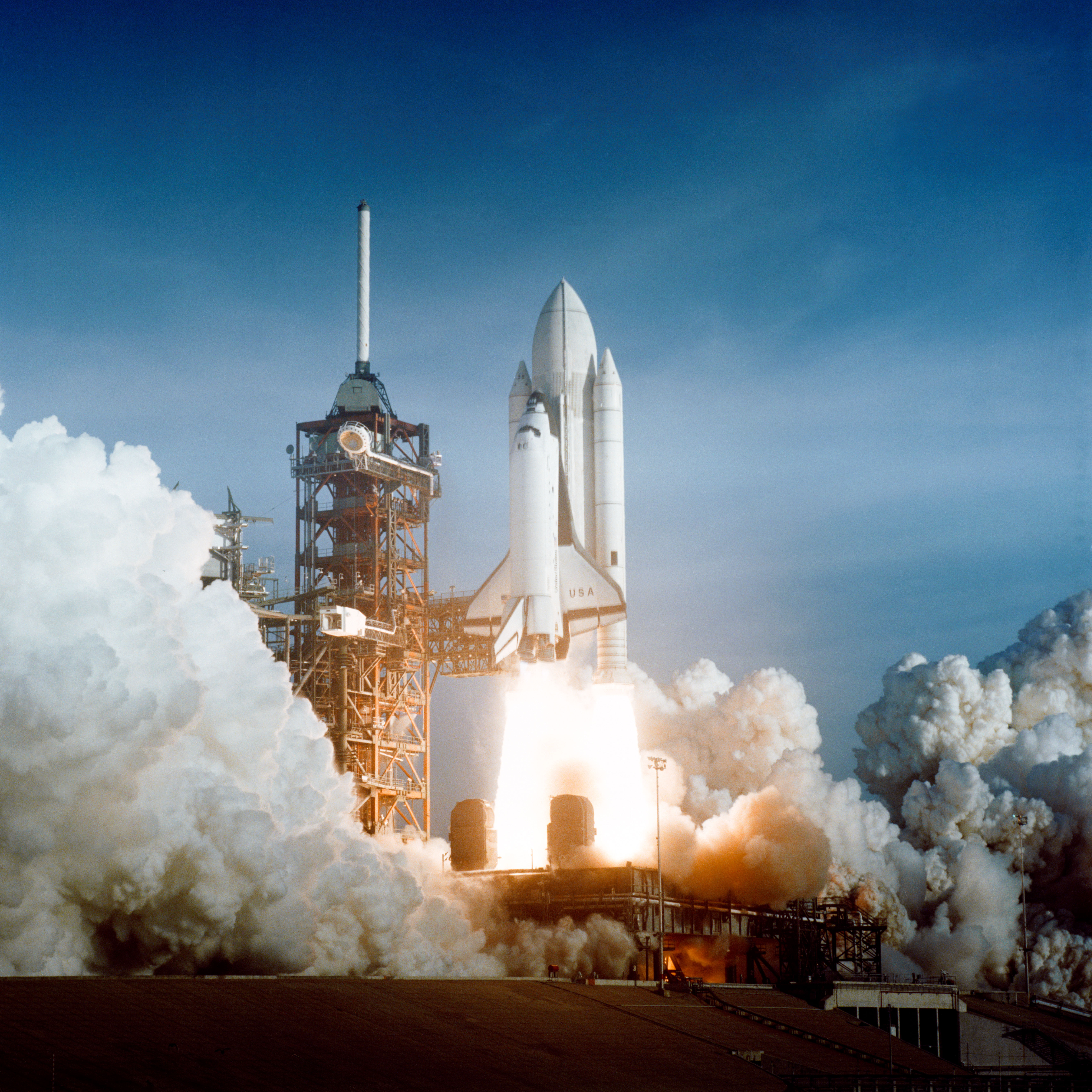
A Columbia űrrepülőgép első indítása 1981-ben

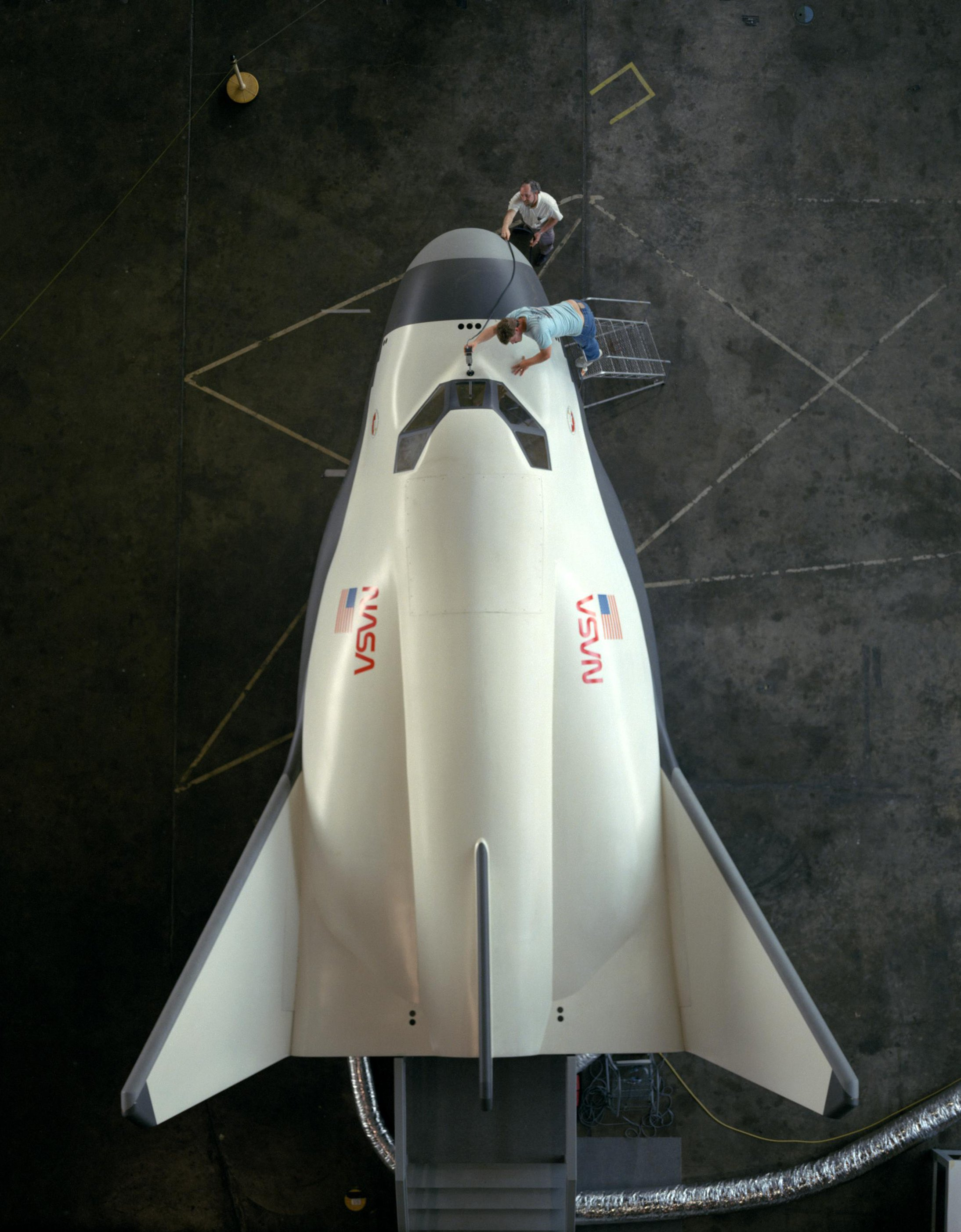
A Dream Chaser magánfejlesztésű űrrepülőgép teljes méretű modellje

Az űrrepülőgépek olyan többször felhasználható űrjárművek, melyek a légköri visszatéréskor a hagyományos repülőgépekhez hasonlóan szállnak le.
Először az 1970-es években mutatkozott igény arra, hogy az egyszer használható, drága hordozórakéták helyett részben, vagy teljesen újrafelhasználható indítóeszközöket használjanak különböző űrszerkezetek indítására. Ezért az Egyesült Államokban kifejlesztették a történelem egyik legbonyolultabb űrhajóját, a Space Shuttle-t.
A szovjetek is eljutottak 1988-ban a Buran űrrepülőgép tesztrepüléséig, de sok más programhoz hasonlóan, pénzhiány miatt félbe kellett szakítani.
2004 nyarán repült először az első magánfejlesztésű szuborbitális repülőgép, a SpaceShipOne. A NASA 20 millió dollárral támogatta meg a Dream Chaser nevű 7 személyes magán űrrepülőgép rendszert, amely orbitális repülésre is képes lesz.
2011-ben a NASA leállította az űrrepülőgépekkel való szállítást, nyugdíjazta az Endeavour, Discovery és Atlantis űrsiklókat.

## Pénzhiány miatt leállított programok
- Szpiral (Szovjetunió)
- Hermes (Európa)
- Buran (Szovjetunió)
- Sänger (Németország)
- HOTOL (Anglia)
- NASP (USA)
- McDonnell Douglas DC-X (USA)
- X–33 (USA)
- X–38 (USA)
- HOPE (Japán)

### Magyar oldalak
- Űrvilág: Az űrrepülőgép
- Űrrepülőgép-tervek
- Az űrrepülőgép Archiválva 2005. április 29-i dátummal a Wayback Machine-ben
- A következő 50 év – kerekasztal beszélgetés az űrhajózás jövőjéről

### Külföldi oldalak
- Space Plane Guide